# Rudolph Chotek von Chotkow

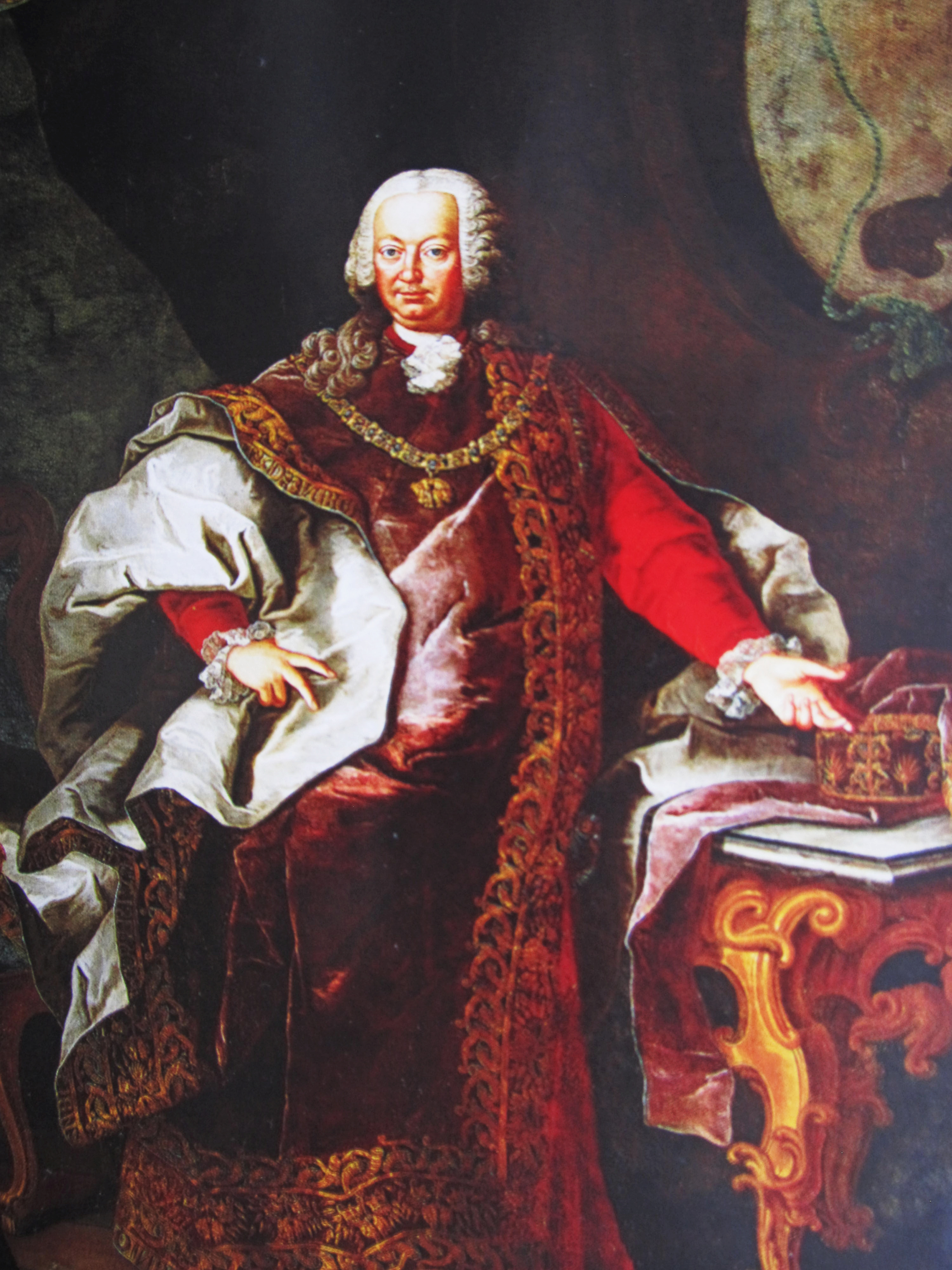
Rudolf Chotek im Ornat des Ordens vom Goldenen Vlies

Rudolph (seit 1745) Reichsgraf Chotek von Chotkow und Wognin (* 24. Januar 1706 auf Gut Jeniowes; † 7. Juli 1771 in Wien) war Ritter des Ordens vom Goldenen Vlies, 1763 bis 1771 Oberster Kanzler der Vereinigten Hofkanzlei in Wien.

## Herkunft und Familie
Rudolph entstammte dem böhmischen alten Adelsgeschlecht Chotek von Chotkow und Wognin vom Stammsitz Chockow bei Radnitz in Westböhmen und war der jüngere Sohn des Wenzel Ritter Chotek von Chotkow und Wognin (1674–1754), 1735 bis 1738 k.u.k. Statthalter im Königreich Böhmen, der am 6. Februar 1702 in den böhmischen alten Herrenstand, am 13. Mai 1723 (Laxenburg) in den böhmischen Grafenstand und anlässlich der Krönung von Franz I. zu Frankfurt am Main am 4. Oktober 1745 in den Reichsgrafenstand erhoben wurde, und dessen Ehefrau Maria Theresia, geborene Scheidler von Scheidlern aus der Familie der Zeidler genannt Hofmann auf Jeniowes und Weltrus.

Sein älterer Bruder Johann Karl Graf Chotek von Chotkow und Wognin (* 1704; † 1787) war kaiserlicher Gouverneur der Oberpfalz, Generalfeldzeugmeister und böhmisch-österreichischer Hofkanzler. 
Rudolph Graf Chotek ehelichte am 1. Januar 1737 Maria Aloysia Stephana Gräfin Kinsky von Wchinitz und Tetau, verwitwete Gräfin von Würben (Wrbna) und Freudenthal (* 26. Dezember 1707; † 20. August 1786), eine Tochter des Wenzel Norbert Octavian Graf Kinsky von Wchinitz und Tetau, Oberstkanzler im Königreich Böhmen, und dessen zweiter Ehefrau Anna Theresia Freiin von Nesselrode und Reichenstein, Halbschwester des aus der ersten Ehe des Vaters mit Franziska Barbara Gräfin von Martinic stammenden 1. Reichsfürst Kinsky.
Aus der Ehe des Rudolf Graf Chotek von Chotkow und Wognin mit Maria Elisabeth Stephana, geborene Gräfin Kinsky von Wchinitz und Tetau stammte nur eine Tochter: 

Maria Guidobaldine Brigitte Gräfin Chotek, welche in erster Ehe am 1. Februar 1759 Johann Philipp Graf Taaffe, Viscount of Corren, Baron von Ballymote (1733–1765), Sohn des Johann Graf Taaffe, welcher 1667 das mährische Inkolat erhielt und auf Ellischau (Nalzovy) in Bezirk Klattau (Klatovy) in Westböhmen ansässig war, ehelichte; und in zweiter Ehe verheiratet war mit Joseph Emmanuel Malabayla Graf von Canal, (* 3. Juni 1745 in Wien; † 20. Februar 1826 in Prag) aus dem Hause Malabayla di Canale, Präsident der böhmischen Vaterländischen Gesellschaft, Großmeister der Prager Freimaurerei "Zur Wahrheit und Einigkeit" und Ehrenbürger von Prag.
Sein Stiefsohn aus der 1. Ehe war der spätere Obersthofmarschall Eugen Wenzel von Wrbna-Freudenthal.

## Leben und Wirken
Rudolf Graf Chotek von Chotkow und Wognin war 1733 Appellationsrat, im Jahre 1742 Mitglied der von König Karl III. Albrecht von Wittelsbach nach seiner Krönung zum Kaiser des Heiligen Römischen Reiches deutscher Nation als Karl VII. eingesetzten Hofdeputation. Von 1745 bis 1749 Gesandter in Bayern, 1747 Oberster Landeskämmerer, von 1749 bis 1760 Präsident der Finanzkammer, von 1761 bis 1765 Statthalter von Böhmen und von 1765 bis 1771 Oberster Kanzler der Vereinigten Hofkanzlei in Wien. Er war der Begründer eines Familienfideikommiss mit den Herrschaften Jenioves (Jenineves) und Weltrus (Vertrusy), Bezirk Raudnitz in Mittelböhmen, dem Heiratsgut seiner Mutter Maria Theresia Scheidler (Zeidler) von Scheidlern (Zeidler genannt Hofmann), durch deren Besitz er die erbliche Reichsratswürde im Österreichischen Herrenhaus erhielt und Ritter des Goldenen Vlies wurde.